# Janus Cornarius

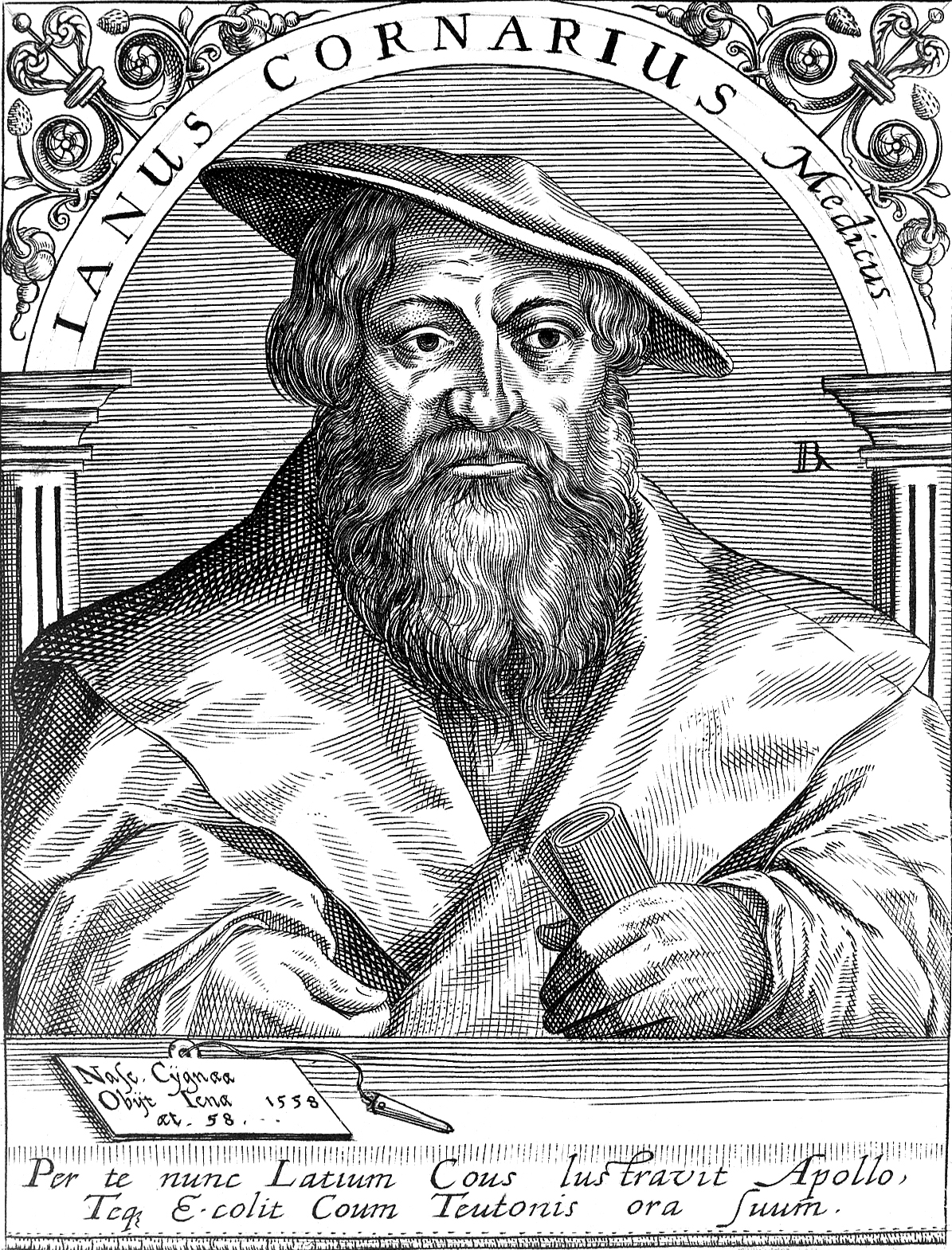
Janus Cornarius

Janus Cornarius (auch: Janus Cornarus und Johann Hagenbut; eigentlich Johann Haynpol oder Hainpol; * 1500 in Zwickau; † 16. März 1558 in Jena) war ein deutscher Humanist, Arzt, Autor, Philologe, Übersetzer und Hochschullehrer.

## Leben
Cornarius immatrikulierte sich zunächst 1517 an der Universität Leipzig, betrieb vorwiegend medizinische Studien und erwarb am 13. September 1518 bei Petrus Mosellanus den Grad eines Baccalaureus. Am 30. Mai 1519 wechselte er an die Universität Wittenberg und erlangte am 24. Januar 1521 den Grad eines Magister artium. Im selben Jahr übernahm er an der Philosophischen Fakultät eine Professur für lateinische und griechische Grammatik. Am 9. Dezember 1523 erwarb er sich das Lizentiat der Medizin und wurde in den Senat der Medizinischen Fakultät aufgenommen. Dabei machte er sich einen Namen durch klare Übersetzungen der griechischen Autoren in die lateinische Sprache, besonders auf dem medizinischen Gebiet. Bald verließ er jedoch die Wittenberger Fakultät und begann ein stetiges Reiseleben.
Nachdem Cornarius in Italien zum Doktor der Medizin promoviert worden war, reiste und lehrte er unter anderem in den Niederlanden, wo er mit Erasmus von Rotterdam zusammentraf und bei Simon Reichwein in Löwen wohnte, ferner in Frankreich, England und Livland (Baltikum).
Cornarius war in Zwickau, Nordhausen und Frankfurt am Main als Stadtphysikus tätig.
Von 1542 bis 1546 war er Professor für Medizin in Marburg (Lahn), dort 1544 Rektor der Universität, und ging 1557 an die neugegründete (protestantische) Jenaer Universität, wo er der erste Dekan der Medizinischen Fakultät wurde. Als wichtiger Vertreter der philologischen Heilkunde (als sogenannter philologischer Mediziner) übersetzte er zahlreiche altgriechische Handschriften in die lateinische Sprache. Damit trug er fast das gesamte medizinische Wissen seiner Zeit zusammen und machte es für die Ausbildung der Studenten nutzbar.
Demgemäß hatten seine Werke großen Einfluss auf die damalige Medizin, die sich vor allem auf die antiken Autoritäten Galen und Hippokrates stützte, sowie auf die mittelalterlichen Gelehrten Avicenna und Averroes. Zeitgenössische Gelehrte wie Vesal oder Paracelsus fanden weniger Beachtung, wohl hingegen das Studium der Botanik und der Heilkräuter.
Ein großer Teil von Cornarius’ Publikationen wurde in Basel gedruckt, wo er sich mit Erasmus befreundet hatte. Zur Philosophie trug Cornarius eine Übersetzung des Aristoteles-Kommentars von Pachymeres bei, die in einer Gesamtausgabe mit Schriften eines Platonikers 1553 in Paris erschien.

## Werke (Auswahl)

### Philosophie und Theologie
- Parthenii Nicaensis. De amatoriis affectionibus liber. Froben, Basel 1531 (Digitalisat)
- Artemidori Daldiani philosophi excellentissimi, De somniorum interpretatione, Libri V.  Froben, Basel 1539 (Digitalisat), 1544 (Digitalisat); Gryphius, Lyon 1546 (Digitalisat)
- Adamantii Sophistae Physiognomonicon : id est De naturae indiciis cognoscendis Libri duo …  Robert Winter, Basel 1544 (Digitalisat)
- Basilii Magni Archiepiscopi Caesareae Cappadociae Omnia quae extant Opera … Speus, Venedig 1548 (Digitalisat); Froben, Basel 1566 (Digitalisat)
- Plutarchi Chaeronei, philosophi & historici Gravissimi, Ethica sive Moralia Opera, quae in hunc usque diem de Graecis in Latinum conversa extabant … Michael Isengrim, Basel 1552 (Digitalisat), 1555 (Digitalisat)
- D. Epiphanin Episcopi Constantiae Cypri, Contra octoaginta haereses opus, Panarium, sive Arcula, aut Capsula Medica appellatum, continens libros tres, & tomos sive sectiones nes toto septem. Una cum aliis eiusdem D. Epiphanii operibus … Hergavius & Oporinus, Basel 1560 (Digitalisat); Hieronymus de Marnef & Guliemum de Cavellat, Paris 1566 (Digitalisat)

### Medizin
- Dioskorides. Περὶ ὕλης ἰατρικῆς (Peri hules iatrikēs = De materia medica) . Griechischer Text … Bebel, Basel 1529 (Digitalisat) Lateinische Übersetzung, Froben, Basel 1557 (Digitalisat)
- Universae rei medicae epigraphē seu enumeratio … Froben, Basel 1529 (Digitalisat) 1534 (Digitalisat)
- Aetii Antiochenii Medici de cognoscendis et curandis morbis, sermones sex, iam primum in lucem editi … Froben, Basel 1535, Band I  (Digitalisat), Band II (Digitalisat), Band III (Digitalisat)
- Marcelli ... De medicamentis empiricis, physicis ac rationabilibus liber.  Froben, Basel 1536 (Digitalisat)
- Hippocratis Coi Medici vetustissimi, et omnium aliorum aliorum principis, libri omnes … (Griechischer Text). Froben, Basel 1538 (Digitalisat)
- Hippocratis Coi, medicorum omnium longe principis, opera quae ad nos extant omnia … Latina lungua conscripta. Froben, Basel 1546 (Digitalisat) 1558 (Digitalisat)
- Hippocratis Coi Operum. Froben, Basel 1554, Band I  (Digitalisat) Band II (Digitalisat)
- Macri. De materia medica : lib. V. versibus conscripti. Christian  Egenolph, Frankfurt 1540 (Digitalisat)
- Iani Cornarii Medici Physici Zuiccauiensis, De Conuiuiorum veteru[m] Graecorum, & hoc tempore Germanorum ritibus, moribus ac sermonibus: item de Amoris praestantia, & de Platonis ac Xenophontis dissensione, Libellus. Item, Platonis philosophi Athenensis Symposium, eodem Iano Cornario interprete. Et, Xenophontis philosophi Athenensis, Symposium, ab eodem latine conscriptum. Johann Oporinus, Basel 1548 (Digitalisat)
- Galeni Opera. Froben, Basel 1549, Band I (Digitalisat), Band II (Digitalisat), Band III (Digitalisat), Band IV (Digitalisat), Band V (Digitalisat), Band VI (Digitalisat), Band VII (Digitalisat), Band VIII (Digitalisat)
- De peste Libri duo. Hervagius, Basel 1551(Digitalisat)
- Medicina, sive medicus, liber unus. Johann Oporinus, Basel 1556 (Digitalisat)
- Pauli Aeginetae totius Rei Medicae Libri VII … Hervagius, Basel 1556 (Digitalisat)

### Streitschriften
In den 1540er Jahren beteiligte Cornarius sich an einem Streit, der zwischen den Verlegern Christian Egenolff (Frankfurt) und Michael Isingrin (1500–1557) (Basel), sowie zwischen den Autoren Walther Hermann Ryff und Leonhart Fuchs ausgetragen wurde. Streitgründe waren verletzte Eitelkeiten und vermeintliche Verletzungen von Urheberrechten. Nachdem Fuchs in Basel eine Streitschrift gegen den Frankfurter Verleger Egenolff drucken und verbreiten ließ, antwortete Cornarius 1545–46 mit drei Streitschriften aus dem Verlag Egenolff:
- Orationes in Leonhartum Fuchsium, Sive Fuchseides III. I: Vulpecula excoriata, II: Vulpecula excoriata asservata, Sive Nitra ac brabyla, pro Vulpecula excoriata asservanda, III: Vulpeculae Catastrophe, seu qui debeat esse scopus, modus, ac fructus contentionum. (Drei Streitschriften 1545–46 einzeln, 1546 zusammen  gedruckt.) Christian Egenolf, Frankfurt am Main, 1546 (Digitalisat)[5]

Noch 1548 antwortete Fuchs mit einer weiteren Streitschrift.